# Správní obvod obce s rozšířenou působností Frenštát pod Radhoštěm
Správní obvod obce s rozšířenou působností Frenštát pod Radhoštěm je jedním z pěti správních obvodů obcí s rozšířenou působností v okrese Nový Jičín v Moravskoslezském kraji. Správní obvod zahrnuje město Frenštát pod Radhoštěm a pět dalších obcí. Rozloha správního obvodu činí 98,72 km² a v roce 2020 měl 19 541 obyvatel.
Město Frenštát pod Radhoštěm je zároveň obcí s pověřeným obecním úřadem. Správní obvod obce s rozšířenou působností Frenštát pod Radhoštěm se tedy kryje se správním obvodem pověřeného obecního úřadu Frenštát pod Radhoštěm.

## Seznam obcí
Poznámka: Města jsou vyznačena tučně.
- Bordovice
- Frenštát pod Radhoštěm
- Lichnov
- Tichá
- Trojanovice
- Veřovice

## Obyvatelstvo
| Rok  | Obyv.  | ± %    |
| ---- | ------ | ------ |
| 1869 | 13 372 | —      |
| 1880 | 12 675 | −5,2 % |
| 1890 | 12 319 | −2,8 % |
| 1900 | 12 644 | +2,6 % |
| 1910 | 13 557 | +7,2 % |

| Rok  | Obyv.  | ± %     |
| ---- | ------ | ------- |
| 1921 | 12 398 | −8,5 %  |
| 1930 | 13 283 | +7,1 %  |
| 1950 | 13 574 | +2,2 %  |
| 1961 | 15 582 | +14,8 % |
| 1970 | 16 183 | +3,9 %  |

| Rok  | Obyv.  | ± %    |
| ---- | ------ | ------ |
| 1980 | 17 366 | +7,3 % |
| 1991 | 18 317 | +5,5 % |
| 2001 | 18 778 | +2,5 % |
| 2011 | 18 823 | +0,2 % |
| 2021 | 18 987 | +0,9 % |